# قائمة إصدارات الطوابع في أوكرانيا لسنة 2006
هذه قائمة الطوابع البريدية التي أصدرها البريد الأوكراني للتداول في عام 2006.
في الفترة من 5 يناير إلى 15 ديسمبر 2006، أصدر 63 طابعًا بريديًا، شملت الطوابع التذكارية وورقة طوابع صغيرة ضمت جميع طوابع الإصدارين القياسيين الخامس والسادس، غطت الطوابع التذكارية ذكرى التواريخ المهمة والأحداث وذكرى الشخصيات الثقافية البارزة وغيرها،. وقد كانت بالفئات التالية:
- 0.70 هريفنا
- 0.85 هريفنا
- 1.30 هريفنا
- 2.50 هريفنا
- 3.33 هريفنا
- 3.50 هريفنا

أما طوابع قياسية فكانت ثلاثة من الإصدار الخامس بالقيم الاسمية المقيدة الحروف التالية:

- «В»
- «Д»
- «Е»
- «C»
- «N»
- «Ж»
- «L»
- «Є»
- «Р»

أما طوابع الإصدار السادس بقيمة اسمية تتراوح بين 0.10 إلى 1.00 هريفنيا.
هذه الطوابع التي كانت ضمن الإصدار القياسي الخامس كانت ضمن إصدارات طوابع بريدية أوكرانية حملت قيمًا على شكل حروف من الأبجدية الأوكرانية، كان هذا يشير إلى نظام مؤقت للقيمة بسبب التضخم المفرط الذي كانت تعاني منه البلاد منذ أوائل التسعينيات بعد انهيار الاتحاد السوفيتي. فعوضا عن الأرقام التي تحدد قيمة الطابع برقم معين (مثل 10 أو 50 كوبيك)، فقد استعملت حروف أوكرانية، وهذا بسبب أن القيم متغيرة وأن هذه الحروف لم تكن تمثل قيمة ثابتة بالمعنى التقليدي. بدلاً من ذلك، كانت تمثل فئة سعرية أو تعرفة بريدية محددة في ذلك الوقت.
وهكذا فقد كان يصدر تعديل دوري نظرًا للتضخم السريع، وقد كانت قيمة هذه الفئات السعرية التي تمثلها الحروف تتغير دوريا (أسبوعيًا في بعض الأحيان) لمواكبة تقلبات سعر الصرف مقابل الدولار الأمريكي وتكاليف البريد المتزايدة. كذلك كان استخدام الحروف أسهل وأسرع من إعادة طباعة طوابع جديدة بأرقام مختلفة كل فترة قصيرة، وكان يعلن عن قيمة كل حرف بالعملة المحلية (الكاربوفانيتس الأوكراني ثم الهريفنيا الأوكرانية) دوريا. مثلا قد يمثل الطابع الذي يحمل الحرف "А" قيمة معينة للرسائل المحلية العادية، بينما يمثل الطابع الذي يحمل الحرف "Б" قيمة أعلى للرسائل المسجلة أو المرسلة إلى وجهات أبعد.
استخدام هذا النظام بين عامي 1994 و1996 حتى استقر الوضع الاقتصادي وأدخلت العملة الوطنية الجديدة، (الهريفنيا الأوكرانية) (₴)، في عام 1996. بعد ذلك، بدأت الطوابع تحمل قيمًا رقمية ثابتة بالهريفنيا والكوبيك (الوحدة الأصغر للهريفنيا).
لذلك، فإن الحروف الأوكرانية على طوابع لم تكن مجرد رموز عشوائية، بل كانت نظامًا عمليًا مؤقتًا لتحديد قيمة الطوابع في ظل الظروف الاقتصادية الصعبة التي مرت بها أوكرانيا في تلك الفترة.
طُبعت كل الطوابع في مؤسسة "دار الطباعة الأوكراني" المملوكة للدولة.

## قائمة الطوابع التذكارية
| التسلسل في الكتالوج | الصورة | الوصف والمصادر | القيمة           | تاريخ طرحها للتداول | كمية الإصدار | المصمم                                                 |
| --- | ------ | --- | ---------------- | ------------------- | ------------ | ------------------------------------------------------ |
| ورقة طوابع تذكارية: رقم 706 (Mi #766C) رقم 707 (Mi #767C) |        | ورقة طوابع تذكارية: 50 عامًا من التكريم لأولى طوابع "أوروبا" 1956-2006." | 1,30 2,50 هريفنا | 5 يناير 2006 م      | 570٬000      | الأخوان سيرجي وأولكسي خاروك                            |
| رقم 706 (Mi #766) رقم 707 (Mi #767) |        | طوابع متجاورة «50 عامًا من التكريم لأولى طوابع "أوروبا" 1956-2006. | 1,30 2,50 هريفنا | 5 يناير 2006 م      | 630٬000      | الأخوان سيرجي وأولكسي خاروك                            |
| رقم 708 (Mi #768) |        | أوليغ أنتونوف (1906—1984) | 0,70 هريفنا      | 7 فبراير 2006 م     | 160٬000      | فاسيل فاسيلنكو                                         |
| رقم 709 (Mi #769) |        | هيورهي (جورجي) ناربوت (1886—1920) | 3,33 هريفنا      | 10 مارس 2006 م      | 300٬000      | تاران فولوديمير فاسيلوفيتش                             |
| رقم 710 (Mi #770) رقم 711 (Mi #771) رقم 712 (Mi #772) رقم 713 (Mi #773) رقم 714 (Mi #774) رقم 715 (Mi #775) رقم 716 (Mi #776) رقم 717 (Mi #777) رقم 718 (Mi #778) رقم 719 (Mi #779) رقم 720 (Mi #780) رقم 721 (Mi #781) |        | ورقة طوابع صغيرة: "أغطية الرأس التقليدية للنساء الأوكرانيات" | 0,70 هريفنا      | 30 مارس 2006 م      | 160٬000      | فاسيل فاسيلنكو                                         |
| رقم 710 (Mi #770) |        | ”أغطية الرأس التقليدية للنساء الأوكرانيات” - أوبروس وقبعة من الفرو. كييف روس، القرنين الحادي عشر والرابع عشر | 0,70 هريفنا      | 30 مارس 2006 م      | 160٬000      | فاسيل فاسيلنكو                                         |
| رقم 711 (Mi #771) |        | ”أغطية الرأس التقليدية للنساء الأوكرانيات”: - طرحة. مقاطعة كييف، القرن التاسع عشر إلى أوائل القرن العشرين | 0,70 هريفنا      | 30 مارس 2006 م      | 160٬000      | فاسيل فاسيلنكو                                         |
| رقم 712 (Mi #772) |        | ”أغطية الرأس التقليدية للنساء الأوكرانيات”: - خِمَار (ناميتكا). Західне Полісся, XVIII — поч. XX ст. | 0,70 هريفنا      | 30 مارس 2006 م      | 160٬000      | فاسيل فاسيلنكو                                         |
| رقم 713 (Mi #773) |        | ”أغطية الرأس التقليدية للنساء الأوكرانيات”: - إكليل. بوليسيا الغربية، القرن الثامن عشر - أوائل القرن العشرين | 0,70 هريفنا      | 30 مارس 2006 م      | 160٬000      | فاسيل فاسيلنكو                                         |
| رقم 714 (Mi #774) |        | ”أغطية الرأس التقليدية للنساء الأوكرانيات”: - طرحة. هوتسول، نهاية القرن التاسع عشر - بداية القرن العشرين. | 0,70 هريفنا      | 30 مارس 2006 م      | 160٬000      | فاسيل فاسيلنكو                                         |
| رقم 715 (Mi #775) |        | ”أغطية الرأس التقليدية للنساء الأوكرانيات”: - كودا (بالأوكرانية: Кода). بوكوفينا، نهاية القرن التاسع عشر - بداية القرن العشرين.                                                                                                   | 0,70 هريفنا      | 30 مارس 2006 م      | 160٬000      | فاسيل فاسيلنكو                                         |
| رقم 716 (Mi #776) |        | ”أغطية الرأس التقليدية للنساء الأوكرانيات”: - طرحة. وسط أوكرانيا، القرن العشرين. | 0,70 هريفنا      | 30 مارس 2006 م      | 160٬000      | فاسيل فاسيلنكو                                         |
| رقم 717 (Mi #777) |        | ”أغطية الرأس التقليدية للنساء الأوكرانيات”: - أوتشيبوك. مقاطعة بولتافا، القرن التاسع عشر - بداية القرن العشرين. | 0,70 هريفنا      | 30 مارس 2006 م      | 160٬000      | فاسيل فاسيلنكو                                         |
| رقم 718 (Mi #778) |        | ”أغطية الرأس التقليدية للنساء الأوكرانيات”: - خِمَار (ناميتكا). منطقة هوتسول، القرنين الثامن عشر والتاسع عشر. | 0,70 هريفنا      | 30 مارس 2006 م      | 160٬000      | فاسيل فاسيلنكو                                         |
| رقم 719 (Mi #779) |        | ”أغطية الرأس التقليدية للنساء الأوكرانيات”: - أوتشيبوك. منطقة هوتسول، القرن التاسع عشر - أوائل القرن العشرين. | 0,70 هريفنا      | 30 مارس 2006 م      | 160٬000      | فاسيل فاسيلنكو                                         |
| رقم 720 (Mi #780) |        | ”أغطية الرأس التقليدية للنساء الأوكرانيات”: - طرحة وأوتشيبوك. منطقة تشرنيهيف، أواخر القرن التاسع عشر - أوائل القرن العشرين. | 0,70 هريفنا      | 30 مارس 2006 م      | 160٬000      | فاسيل فاسيلنكو                                         |
| رقم 721 (Mi #781) |        | ”أغطية الرأس التقليدية للنساء الأوكرانيات”: - إكليل. مقاطعة إيفانو فرانكيفسك، بداية القرن العشرين. | 0,70 هريفنا      | 30 مارس 2006 م      | 160٬000      | فاسيل فاسيلنكو                                         |
| رقم 722 (Mi #782) |        | سلسلة: «أوكرانيا: دولة فضائية»: - المشروع الدولي «CORONAS-I (Q5737413)» | 0,85 هريفنا      | 12 أبريل 2006 م     | 200٬000      | فاسيل فاسيلنكو                                         |
| رقم 723 (Mi #783) |        | سلسلة: «أوكرانيا: دولة فضائية»: - اللحام في الفضاء | 0,85 هريفنا      | 12 أبريل 2006 م     | 200٬000      | فاسيل فاسيلنكو                                         |
| رقم 724 (Mi #784) |        | سلسلة: «أوكرانيا: دولة فضائية»: - المراقبة الدولية لمذنب هالي | 0,85 هريفنا      | 12 أبريل 2006 م     | 200٬000      | فاسيل فاسيلنكو                                         |
| ورقة طوابع تذكارية: رقم 725 (Mi #785) رقم 726 (Mi #786) |        | ورقة طوابع تذكارية: «طابع بريد أوروبا 2006. التكامل من خلال عيون الشباب» | 2,50 3,50 هريفنا | 28 أبريل 2006 م     | 30٬000       | تاتيانا رومانوفا سفيتلانا بوندار                       |
| رقم 725 (Mi #785) رقم 726 (Mi #786) |        | طوابع متجاورة «طابع بريد أوروبا 2006. التكامل من خلال عيون الشباب» | 2,50 3,50 هريفنا | 28 أبريل 2006 م     | 500٬000      | تاتيانا رومانوفا سفيتلانا بوندار                       |
| رقم 729 (Mi #789) |        | «كأس العالم لكرة القدم 2006 في ألمانيا» | 2,50 هريفنا      | 4 مايو 2006 م       | 130٬000      | فاسيل فاسيلنكو                                         |
| رقم 730 (Mi #790) |        | «كأس العالم لكرة القدم 2006 في ألمانيا» | 3,50 هريفنا      | 4 مايو 2006 م       | 130٬000      | فاسيل فاسيلنكو                                         |
| رقم 731 (Mi #791) |        | «قمة غوام» | 0,70 هريفنا      | 23 مايو 2006 م      | 200٬000      | فاسيل فاسيلنكو                                         |
| رقم 732 (Mi #792) |        | سلسلة: «كييف من خلال عيون الفنانين»: - «تولين بوريس ليونيدوفيتش. بوابة زابوروفسكي. 1987 م.» | 0,70 هريفنا      | 24 مايو 2006 م      | 200٬000      | أوكسانا تيرنافسكا                                      |
| رقم 733 (Mi #793) |        | سلسلة: «كييف من خلال عيون الفنانين»: - «تولين بوريس ليونيدوفيتش. غناء أولغا باسيستيوك. 1987 р.» | 0,70 هريفنا      | 24 مايو 2006 م      | 200٬000      | أوكسانا تيرنافسكا                                      |
| رقم 734 (Mi #794) |        | سلسلة: «كييف من خلال عيون الفنانين»: - «غوباريف أوليكساندر إيفانوفيتش. دير كييف بيشيرسك لافرا» | 0,70 هريفنا      | 24 مايو 2006 م      | 200٬000      | أوكسانا تيرنافسكا                                      |
| رقم 735 (Mi #795) |        | سلسلة: «كييف من خلال عيون الفنانين»: - «غوباريف أوليكساندر إيفانوفيتش. منحدر أندريفسكي. 1983 م.» | 0,70 هريفنا      | 24 مايو 2006 م      | 200٬000      | أوكسانا تيرنافسكا                                      |
| ورقة طوابع تذكارية: رقم 736 (Mi #796) رقم 737 (Mi #797) |        | ورقة طوابع تذكارية: «ذكرى مرور 750 عاما على تأسيس مدينة لفيف» | 0,70 2,50 هريفنا | 16 يونيو 2006 م     | 120٬000      | كليششار غينادي أناتوليوفيتش                            |
| ورقة طوابع تذكارية: رقم 738 (Mi #798) رقم 739 (Mi #799) رقم 740 (Mi #800) رقم 741 (Mi #801) رقم 742 (Mi #802) |        | ورقة طوابع تذكارية: «منتزه شاتسك الوطني الطبيعي» - الصرد (Lanius excubitor) - وشق أوراسيا (Lynx lynx) - أنقليس أوروبي (Anguilla anguilla) - علجوم ناترجاك أو علجوم القصب (Bufo calamita) - قاقم (Mustela erminea)                 | 0,70 هريفنا      | 14 يوليو 2006 م     | 110٬000      | كوزنيتسوف غينادي يوخيموفيتش                            |
| ورقة طوابع تذكارية: رقم 743 (Mi #803) رقم 744 (Mi #804) رقم 745 (Mi #805) رقم 746 (Mi #806) |        | ورقة طوابع تذكارية: «قوزاق أوكرانيا»: - إيفان بوهون - إيفان بيدكوفا - إيفان غونتا - إيفان سيركو | 3,50 هريفنا      | 18 أغسطس 2006 م     | 110٬000      | تاران فولوديمير فاسيلوفيتش الأخوان سيرجي وأولكسي خاروك |
| رقم 747 (Mi #807) |        | «إيفان فرانكو (1856—1916)» | 0,70 هريفنا      | 27 أغسطس 2006 م     | 200٬000      | فاسيل فاسيلنكو                                         |
| رقم 748 (Mi #808) |        | سلسلة «صناعة القطارات في أوكرانيا»: «قاطرة بخارية فئة إيس» | 0,70 هريفنا      | 15 سبتمبر 2006 م    | 200٬000      | فاليري رودينكو                                         |
| رقم 749 (Mi #809) |        | سلسلة «صناعة القطارات في أوكرانيا»: «قاطرة بخارية فئة ل» | 0,70 هريفنا      | 15 سبتمبر 2006 م    | 200٬000      | فاليري رودينكو                                         |
| رقم 750 (Mi #810) |        | سلسلة «صناعة القطارات في أوكرانيا»: «قاطرة بخارية فئة كو» | 0,70 هريفنا      | 15 سبتمبر 2006 م    | 200٬000      | فاليري رودينكو                                         |
| رقم 751 (Mi #811) |        | سلسلة «صناعة القطارات في أوكرانيا»: «قاطرة بخارية فئة فد» | 0,70 هريفنا      | 15 سبتمبر 2006 م    | 200٬000      | فاليري رودينكو                                         |
| رقم 752 (Mi #812) |        | المعرض الوطني العاشر للطوابع في لفيف | 0,70 هريفنا      | 6 أكتوبر 2006 م     | 250٬000      | كليششار غينادي أناتوليوفيتش                            |
| رقم 771 (Mi #813) رقم 772 (Mi #814) رقم 773 (Mi #815) رقم 774 (Mi #816) |        | طوابع متجاورة: «تاريخ الجيش في أوكرانيا» - القوزاق الفقراء في القرنين السادس عشر والسابع عشر. - غارات القوزاق من القرن السادس عشر إلى القرن الثامن عشر. - انتفاضة خميلينتسكي في القرن السابع عشر - الهايداماك في القرن الثامن عشر | 0,70 هريفنا      | 3 نوفمبر 2006 م     | 125٬000      | لوغفين يوري غريغوروفيتش                                |
| رقم 775 (Mi #817) رقم 776 (Mi #818) رقم 777 (Mi #819) رقم 778 (Mi #820) |        | طوابع متجاورة «خيول أوكرانيا»: - ترويض الخيول - سباق الخيل - سباق العربات التي تجرها الخيول - رائض | 0,70 هريفنا      | 17 نوفمبر 2006 م    | 250٬000      | فاسيل فاسيلنكو                                         |
| رقم 779 (Mi #821) رقم 780 (Mi #822) |        | طوابع متجاورة «يوم القديس نيكولاس» - الأطفال والملاك - القديس نيكولاس مع الملائكة | 0,70 هريفنا      | 17 نوفمبر 2006 م    | 200٬000      | كاترينا شتانكو                                         |
| رقم 781 (Mi #823) |        | «عيد ميلاد مجيد!» | 0,70 هريفنا      | 24 نوفمبر 2006 م    | 240٬000      | ميكولا سافوفيتش كوتشوبي                                |
| رقم 782 (Mi #824) |        | «لوحة تيوفيل تشيشكوفسكي. ساحة فرديناند في لفيف. 1840» | 3,50 هريفنا      | 1 ديسمبر 2006 م     | 500٬000      | تاران فولوديمير فاسيلوفيتش                             |
| ورقة طوابع تذكارية: رقم 58 |        | ورقة طوابع تذكارية: «الملابس الشعبية الأوكرانية» | 0,70 هريفنا      | 15 ديسمبر 2006 م    | 100٬000      | ميكولا سافوفيتش كوتشوبي                                |
| رقم 783 (Mi #825) رقم 784 (Mi #826) |        | - طوابع متجاورة «الملابس الشعبية الأوكرانية: مقاطعة زاباروجيا» - يوم القديس ميخائيل - رقاد السيدة | 0,70 هريفنا      | 15 ديسمبر 2006 م    | 150٬000      | ميكولا سافوفيتش كوتشوبي                                |
| رقم 785 (Mi #827) رقم 786 (Mi #828) |        | - طوابع متجاورة «الملابس الشعبية الأوكرانية: مقاطعة خيرسون» - يوم القديسة كاترين - يوم إيليا | 0,70 هريفنا      | 15 ديسمبر 2006 م    | 150٬000      | ميكولا سافوفيتش كوتشوبي                                |
| رقم 787 (Mi #829) رقم 788 (Mi #830) |        | - طوابع متجاورة «الملابس الشعبية الأوكرانية: Одещина» - يوم القديسة بربارة يوم القديس سابا (ساباس) - يوم بوريس وغليب | 0,70 هريفنا      | 15 ديسمبر 2006 م    | 150٬000      | ميكولا سافوفيتش كوتشوبي                                |

## إصدارات الطوابع القياسية (الدائمة)
في عام 2006، أصدرت هيئة الطوابع البريدية الأوكرانية مجموعة طوابع تذكارية من الطوابع القياسية لأوكرانيا المستقلة للإصدارين الخامس (2001-2006) والسادس (2002-2006).
| التسلسل في الكتالوج | الصورة | الوصف والمصادر                                                                                | القيمة                                                           | تاريخ طرحها للتداول | كيمة الإصدار | المصمم                                         |
| --- | ------ | --------------------------------------------------------------------------------------------- | ---------------------------------------------------------------- | ------------------- | ------------ | ---------------------------------------------- |
| رقم 753 رقم 754 رقم 755 رقم 756 رقم 757 رقم 758 رقم 759 رقم 760 رقم 761 رقم 762 رقم 763 رقم 764 رقم 765 رقم 766 رقم 767 رقم 768 رقم 769 رقم 770 (Mi #433С) |        | ورقة طوابع صغيرة تضم جميع طوابع الإصدارين الخامس والسادس من طوابع البريد القياسية في أوكرانيا | B Д E C N Ж L Є P 0,05 0,10 0,25 0,30 0,45 0,65 0,70 1,00 هريفنا | 9 أكتوبر 2006 م     | 30٬000       | كالميكوف أوليكساندر فيدوروفيتش سفيتلانا بوندار |
| رقم 753 (Mi #433С) |        | خبازة                                                                                         | B                                                                | 9 أكتوبر 2006 م     | 30٬000       | كالميكوف أوليكساندر فيدوروفيتش                 |
| رقم 754 (Mi #433С) |        | مخملية                                                                                        | Д                                                                | 9 أكتوبر 2006 م     | 30٬000       | كالميكوف أوليكساندر فيدوروفيتش                 |
| رقم 755 (Mi #433С) |        | دوار الشمس                                                                                    | E                                                                | 9 أكتوبر 2006 م     | 30٬000       | كالميكوف أوليكساندر فيدوروفيتش                 |
| رقم 756 (Mi #433С) |        | ليلك                                                                                          | C                                                                | 9 أكتوبر 2006 م     | 30٬000       | كالميكوف أوليكساندر فيدوروفيتش                 |
| رقم 757 (Mi #433С) |        | بنفسج ثلاثي الألوان                                                                           | N                                                                | 9 أكتوبر 2006 م     | 30٬000       | كالميكوف أوليكساندر فيدوروفيتش                 |
| رقم 758 (Mi #433С) |        | رباطية                                                                                        | Ж                                                                | 9 أكتوبر 2006 م     | 30٬000       | كالميكوف أوليكساندر فيدوروفيتش                 |
| رقم 759 (Mi #433С) |        | ورد                                                                                           | L                                                                | 9 أكتوبر 2006 م     | 30٬000       | كالميكوف أوليكساندر فيدوروفيتش                 |
| رقم 760 (Mi #433С) |        | قمح                                                                                           | Є                                                                | 9 أكتوبر 2006 م     | 30٬000       | كالميكوف أوليكساندر فيدوروفيتش                 |
| رقم 761 (Mi #433С) |        | شعار أوكرانيا: "رمح ثلاثي الشعب نحو السماء"                                                   | P                                                                | 9 أكتوبر 2006 م     | 30٬000       | كالميكوف أوليكساندر فيدوروفيتش                 |
| رقم 762 (Mi #433С) |        | شعار أوكرانيا الوطني الصغير                                                                   | P                                                                | 9 أكتوبر 2006 م     | 30٬000       | كالميكوف أوليكساندر فيدوروفيتش                 |
| رقم 763 (Mi #433С) |        | عناقية                                                                                        | 0,05 هريفنا                                                      | 9 أكتوبر 2006 م     | 30٬000       | كالميكوف أوليكساندر فيدوروفيتش                 |
| رقم 764 (Mi #433С) |        | خبازة                                                                                         | 0,10 هريفنا                                                      | 9 أكتوبر 2006 م     | 30٬000       | كالميكوف أوليكساندر فيدوروفيتش                 |
| رقم 765 (Mi #433С) |        | قرة                                                                                           | 0,25 هريفنا                                                      | 9 أكتوبر 2006 م     | 30٬000       | كالميكوف أوليكساندر فيدوروفيتش                 |
| رقم 766 (Mi #433С) |        | مخملية                                                                                        | 0,30 هريفنا                                                      | 9 أكتوبر 2006 م     | 30٬000       | كالميكوف أوليكساندر فيدوروفيتش                 |
| رقم 767 (Mi #433С) |        | قنطريون                                                                                       | 0,45 هريفنا                                                      | 9 أكتوبر 2006 م     | 30٬000       | كالميكوف أوليكساندر فيدوروفيتش                 |
| رقم 768 (Mi #433С) |        | بازلاء عطرية                                                                                  | 0,65 هريفنا                                                      | 9 أكتوبر 2006 م     | 30٬000       | كالميكوف أوليكساندر فيدوروفيتش                 |
| رقم 769 (Mi #433С) |        | نيلوفر أبيض                                                                                   | 0,70 هريفنا                                                      | 9 أكتوبر 2006 م     | 30٬000       | كالميكوف أوليكساندر فيدوروفيتش                 |
| رقم 770 (Mi #433С) |        | خشخاش                                                                                         | 1,00 гривня                                                      | 9 أكتوبر 2006 م     | 30٬000       | كالميكوف أوليكساندر فيدوروفيتش                 |

## التعليقات
1. ↑  طبقا للرسم الموجود على الطابع رقم 377 (وفقا لفهرس البريد الأوكراني)[41]
2. ↑  طبقا للرسم الموجود على الطابع رقم 373 (وفقا لفهرس البريد الأوكراني)[41]
3. ↑  طبقا للرسم الموجود على الطابع رقم 374 (وفقا لفهرس البريد الأوكراني)[41]
4. ↑  طبقا للرسم الموجود على الطابع رقم 454 (وفقا لفهرس البريد الأوكراني)[41]
5. ↑  طبقا للرسم الموجود على الطابع رقم 699 (وفقا لفهرس البريد الأوكراني)[41]
6. ↑  طبقا للرسم الموجود على الطابع رقم 375 (وفقا لفهرس البريد الأوكراني)[41]
7. ↑  طبقا للرسم الموجود على الطابع رقم 695 (وفقا لفهرس البريد الأوكراني)[41]
8. ↑  طبقا للرسم الموجود على الطابع رقم 376 (وفقا لفهرس البريد الأوكراني)[41]
9. ↑  طبقا للرسم الموجود على الطابع رقم 378 (وفقا لفهرس البريد الأوكراني)[41]
10. ↑  غير تصميم الطابع البريدي رقم 378 ("الرمح الثلاثي الشعب على خلفية السماء")، الذي طرحه البريد الأوكراني للتداول في 1 أبريل 2001: حيث يصور الطابع البريدي رقم 691 شعار أوكرانيا الصغير.
11. ↑  طبقا للرسم الموجود على الطابع رقم 691 (وفقا لفهرس البريد الأوكراني)[41]
12. ↑  طبقا للرسم الموجود على الطابع رقم 429 (وفقا لفهرس البريد الأوكراني)[41]
13. ↑  طبقا للرسم الموجود على الطابع رقم 437 (وفقا لفهرس البريد الأوكراني)[41]
14. ↑  طبقا للرسم الموجود على الطابع رقم 678 (وفقا لفهرس البريد الأوكراني)[41]
15. ↑  طبقا للرسم الموجود على الطابع رقم 442 (وفقا لفهرس البريد الأوكراني)[41]
16. ↑  طبقا للرسم الموجود على الطابع رقم 470 (وفقا لفهرس البريد الأوكراني)[41]
17. ↑  طبقا للرسم الموجود على الطابع رقم 527 (وفقا لفهرس البريد الأوكراني)[41]
18. ↑  طبقا للرسم الموجود على الطابع رقم 679 (وفقا لفهرس البريد الأوكراني)[41]
19. ↑  طبقا للرسم الموجود على الطابع رقم 634 (وفقا لفهرس البريد الأوكراني)[41]

## روابط خارجية
- "Каталог марок України: 2006". КМД УДППЗ «Укрпошта». مؤرشف من الأصل في 18 березня 2018. اطلع عليه بتاريخ 2018-04-08. {{استشهاد ويب}}: تحقق من التاريخ في: |تاريخ أرشيف= (مساعدة)
- "Ukraine: 2006". Former Soviet Union New Issues (بالإنجليزية). Nestor Publishers. Archived from the original on 18 березня 2018. Retrieved 2018-04-08. {{استشهاد ويب}}: تحقق من التاريخ في: |تاريخ أرشيف= (help).
- Поштовий міні-маркет
- Каталог продукції Укрпошти نسخة محفوظة 12 травня 2015 على موقع واي باك مشين.
- Украинские марки 2006 года نسخة محفوظة 20 квітня 2021 على موقع واي باك مشين. (بالروسية)